# Dohodnutá opatření pro zachování antarktické fauny a flóry

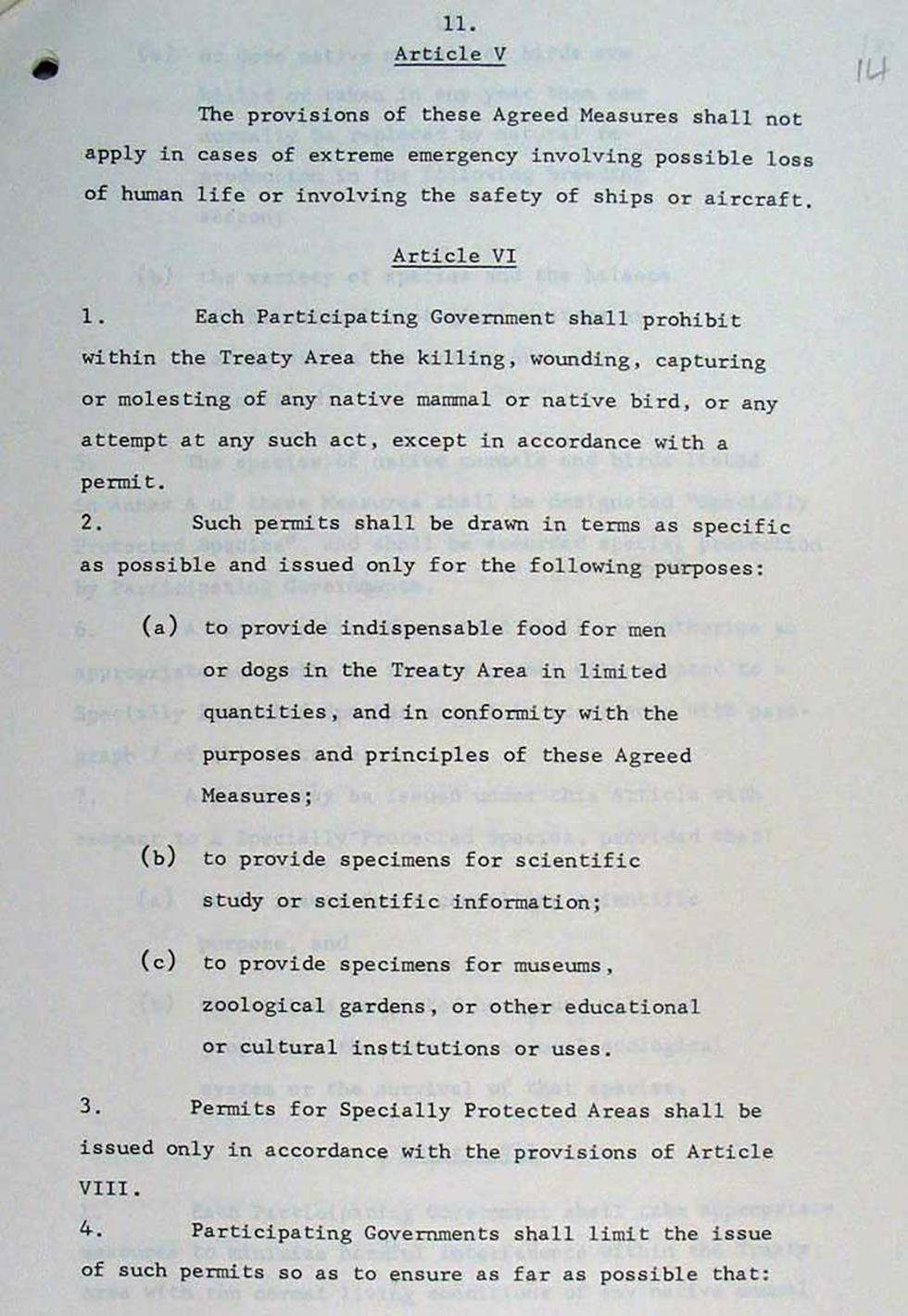
Ukázka směrnice Dohodnutá opatření pro zachování antarktické fauny a flóry

Dohodnutá opatření pro zachování antarktické fauny a flóry (Agreed Measures for the Conservation of Antarctic Fauna and Flora) je směrnice, která je součástí Antarktického smluvního systému. Podepsána byla 2. června 1964, v účinnosti je od 1. listopadu 1982. Navazuje na směrnici s názvem Obecná pravidla chování pro záchranu a zachování živých mořských zdrojů v Antarktidě (General Rules of Conduct for Preservation and Conservation of Living Resources in Antarctica), přijatou na první konferenci Antarktické smlouvy v roce 1961 a platnou od 30. dubna 1962.

## Obsah smlouvy
- Preambule - významná a jedinečná fauna a flóra Antarktidy, adaptovaná na zvláštní životní prostředí je náchylná ke zničení; směrnice má vést k ochraně a racionálnímu využívání antarktické flóry a fauny
- Článek 1 - opatření platí pro oblasti jižně od 60. rovnoběžky jižní šířky, včetně šelfových ledovců
- Článek 2 - původní savci, ptáci i rostliny jsou takové druhy, které v Antarktidě původně žijí nebo se zde přirozeně vyskytují
- Článek 3 - každá ze smluvních stran přijme vhodná opatření k uskutečnění dohodnutých opatření
- Článek 4 - smluvní strany zajistí rozšíření informací o dohodnutých opatřeních, včetně seznamů chráněných druhů a oblastí
- Článek 5 - dodržování dohodnutých opatření není vyžadováno v případech krajní nouze
- Článek 6 - zakazuje se zabití, zranění, chytání i rušení některých původních druhů; výjimku je možné učinit v omezeném množství, pokud není ohrožena celá populace druhu a přírodní rovnováha (zejména k získání vzorků pro vědecké účely a k zajištění nezbytného množství potravy); zvláště chráněné jsou uvedené ohrožené druhy zvířat a rostlin
- Článek 7 - bude minimalizováno znečišťování pobřežních vod, volné pobíhání psů, narušování klidu v koloniích ptáků a tuleňů v době rozmnožování, létání vrtulníků a jiných letadel i jízda motorových vozidel tak, že zbytečně ruší kolonie ptáků a tuleňů nebo přistávání blízko těchto kolonií, použití výbušnin a palných zbraní v blízkosti kolonií
- Článek 8 - jsou vytyčeny speciálně chráněné oblasti s unikátním ekosystémem, které budou požívat zvláštní ochranu
- Článek 9 - na Antarktidu nesmí být přiváženy nepůvodní zvířata či rostliny, výjimky vyžadují zvláštní povolení
- Článek 10 - všechny smluvní strany zajistí dodržování dohodnutých opatření
- Článek 11 - všechny smluvní strany, jejichž expedice plují pod vlajkami jiných než svých vlastních národností, obeznámí posádky s dohodnutými opatřeními
- Článek 12 - všechny smluvní strany mohou provádět opatření, nutná k shromažďování a výměně záznamů o počtu jednotlivých druhů zabitých či zajatých původních savců a ptáků, získávání a výměně informací o stavu původních savců a ptáků a o nutnosti jejich ochrany, počtu původních savců a ptáků, určených k doplnění potravin, pro vědecké studie a jiné použití
- Článek 13 - opatření vstupují v platnost po obdržení jednotlivými smluvními stranami, které jsou povinné se jimi řídit
- Článek 14 - dohodnutá opatření mohou být kdykoliv změněna, pokud se změnou souhlasí všechny smluvní strany

- Příloha A - seznam zvlášť chráněných druhů
- Příloha B - seznam zvlášť chráněných území
- Příloha C - na Antarktidu mohou být dováženi tažní psi, domácí a laboratorní zvířata a rostliny
- Příloha D - aby se zamezilo zavlečení parazitů a nemocí na Antarktidu, musí být všichni dovážení psi očkováni proti psince, psí žloutence, vzteklině a leptospiróze; nesmí být dovážena žádná živá drůbež